# Жюйи (Кот-д’Ор)
Жюйи́ (фр. Juilly) — коммуна во Франции, находится в регионе Бургундия. Департамент коммуны — Кот-д’Ор. Входит в состав кантона Семюр-ан-Осуа. Округ коммуны — Монбар.
Код INSEE коммуны — 21329.

## Население
Население коммуны на 2010 год составляло 39 человек.
| 1962 | 1968 | 1975 | 1982 | 1990 | 1999 | 2010 |
| ---- | ---- | ---- | ---- | ---- | ---- | ---- |
| 53   | 52   | 46   | 49   | 49   | 56   | 39   |

## Экономика
В 2010 году среди 27 человек трудоспособного возраста (15—64 лет) 19 были экономически активными, 8 — неактивными (показатель активности — 70,4 %, в 1999 году было 78,6 %). Из 19 активных жителей работали 19 человек (10 мужчин и 9 женщин), безработных не было. Среди 8 неактивных 6 человек были учениками или студентами, 2 — пенсионерами, 0 были неактивными по другим причинам.